# Palais Pfanner
Le Palais Pfanner, ou Palais Controni-Pfanner, est un palais situé dans la ville de Lucques en Toscane, en bordure de son enceinte fortifiée, les Mura di Lucca, accessible par le 33,  Via degli Asili.
Il est surtout remarquable par son jardin à l'italienne qui se veut inspiré de celui de Boboli du palais Pitti de Florence, aménagé par l'architecte Filippo Juvarra au XVIIIe siècle.

## Histoire
Le palais est construit dans la  seconde moitié du XVIIe siècle, en 1667, par la famille Moriconi. Après une faillite en 1680, la propriété passe à la famille Controni, marchande de soie. Vers 1686, la famille fait ajouter le grand escalier extérieur, probablement d'après les plans de l'architecte Domenico Martinelli. Quelques années plus tard, le jardin est ajouté et des fresques sont commandées pour orner les voûtes de l'escalier et de certaines pièces intérieures.
En 1860, la propriété est acquise par l'Autrichien Felix Pfanner (1818-1892) qui y avait déjà établi, en 1856, une des premières brasseries en Italie, laquelle fermera en 1929. Le palais appartient toujours à la famille Pfanner qui l'a ouvert aux visiteurs à partir de 1995.

### Collections
- Fresques en  quadratura de Pietro Paolo Scorsini dans le grand salon.
- Statue en bois polychrome du Trecento.
- Exposition permanente d'instruments médico-chirurgicaux du docteur Pietro Pfanner (1864-1935) qui fut également maire de Lucca de 1920 à 1922.

## Le jardin
Le jardin prolonge le sud du palais vers les murailles de la cité au nord, comme on peut le voir dans le document des Sinibaldi daté de 1843. Par la grille d'entrée, on accède au jardin par une allée pavée, sur laquelle sont posés quatre vases en terracotta plantés de cycas. Une haie de cycas hauts environ 1,5 m entoure entièrement le jardin qui est subdivisé géométriquement en sept vastes espaces rectangulaires parcourus par des allées rectilignes. La pelouse face au palais est subdivisée en quatre zones gazonnées, bordées de buis et  de laurier, avec au centre un bassin octogonal, décoré de quatre statues allégoriques représentant les éléments : Vulcain (feu), Mercure (air), Dionysos (terre) et Océan (eau). Près du palais sont situées les statues allégoriques des Quatre Saisons bordées par une bambouseraie.
À l'intérieur des pelouses, suivant les saisons, sont visibles des ifs, des pins, des arbres fruitiers  ou des magnolias. À l'opposé de l'entrée, adossée au mur d'enceinte, se trouve l'orangerie (limonaia), surmontée d'une balustrade sur laquelle figurent des lions et au centre un basilic, emblème des Controni. Aux côtés du porche, deux niches contiennent à droite la statue d'Hercule et à gauche celle de Cybèle. Les deux allées principales qui entourent les pelouses sont parsemées de nombreux pots contenant des citronniers et des rosiers.
De nombreux films ont utilisé ce cadre pour leur tournage.

## Galerie
Extérieur :

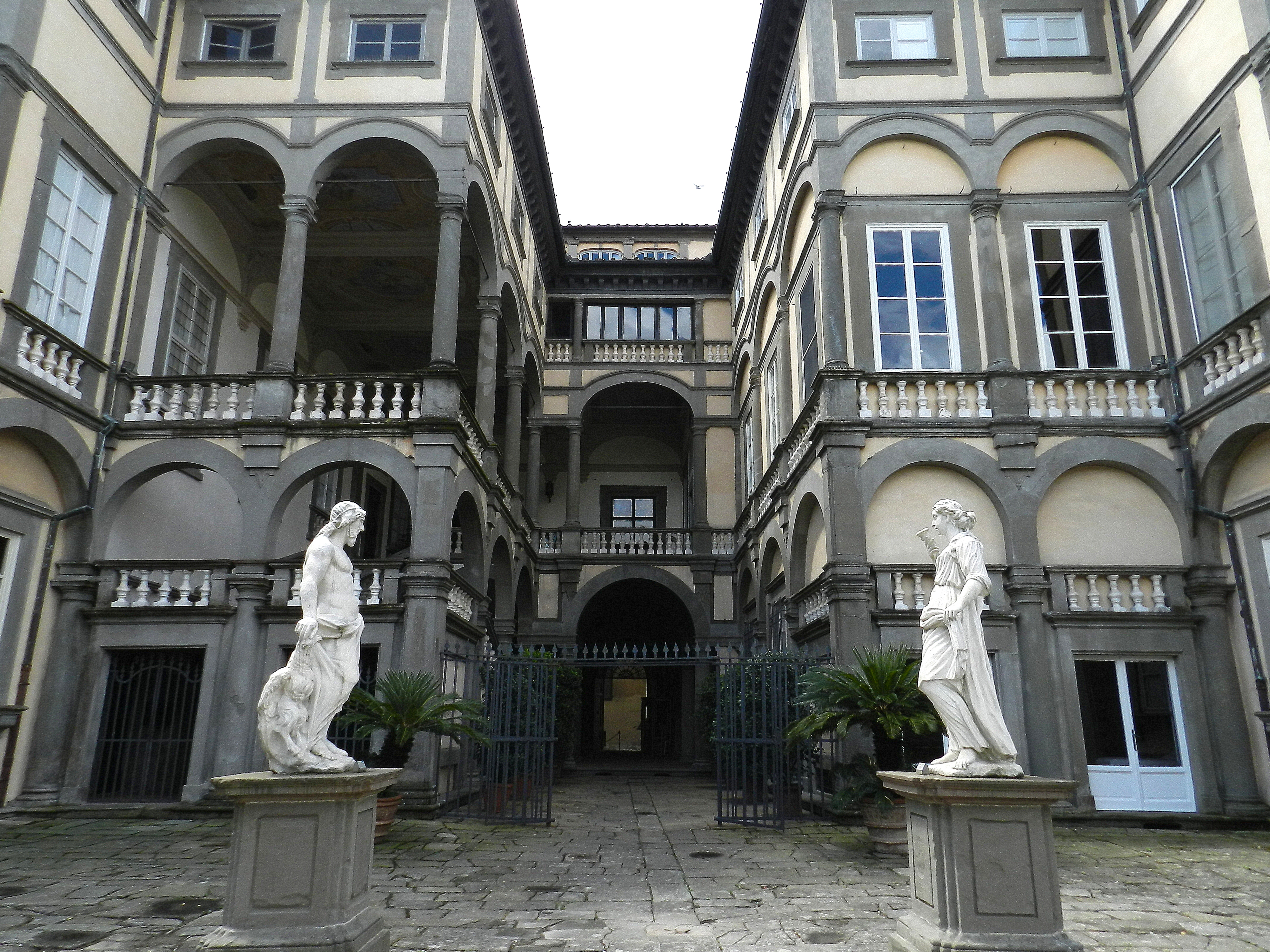
Entrée et atrium
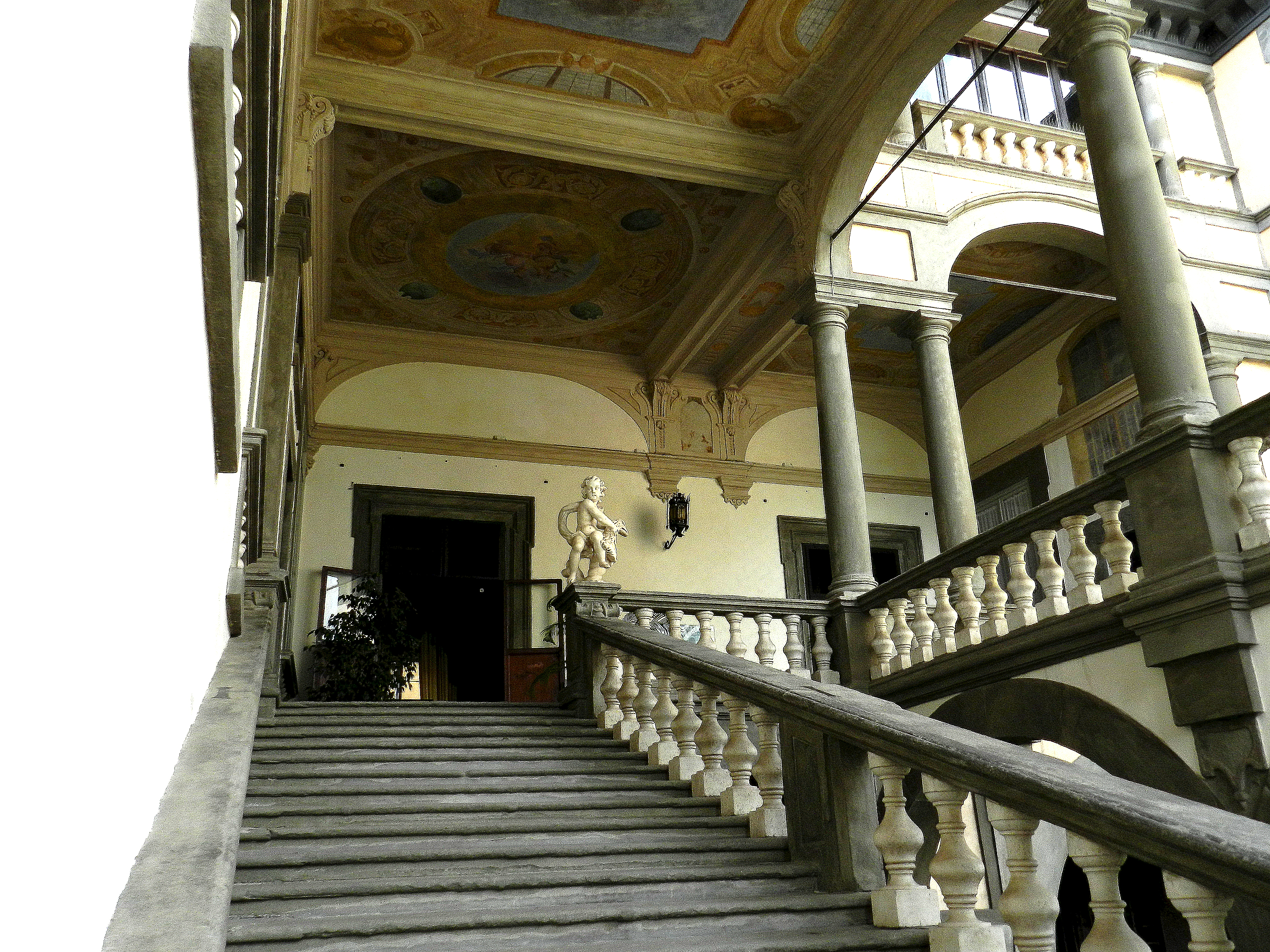
Grand escalier extérieur
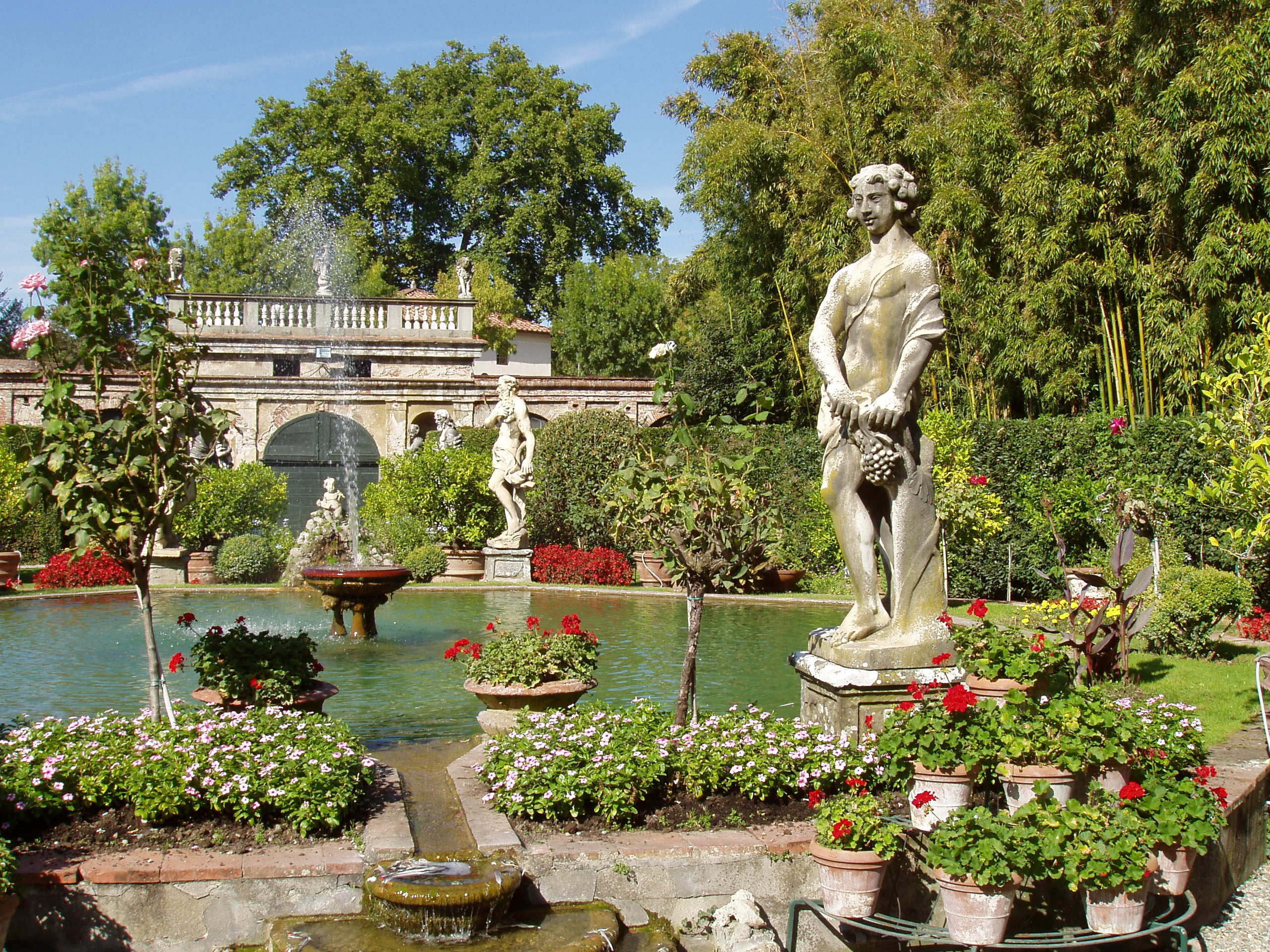
Les jardins du Palais Pfanner, au fond l'orangerie
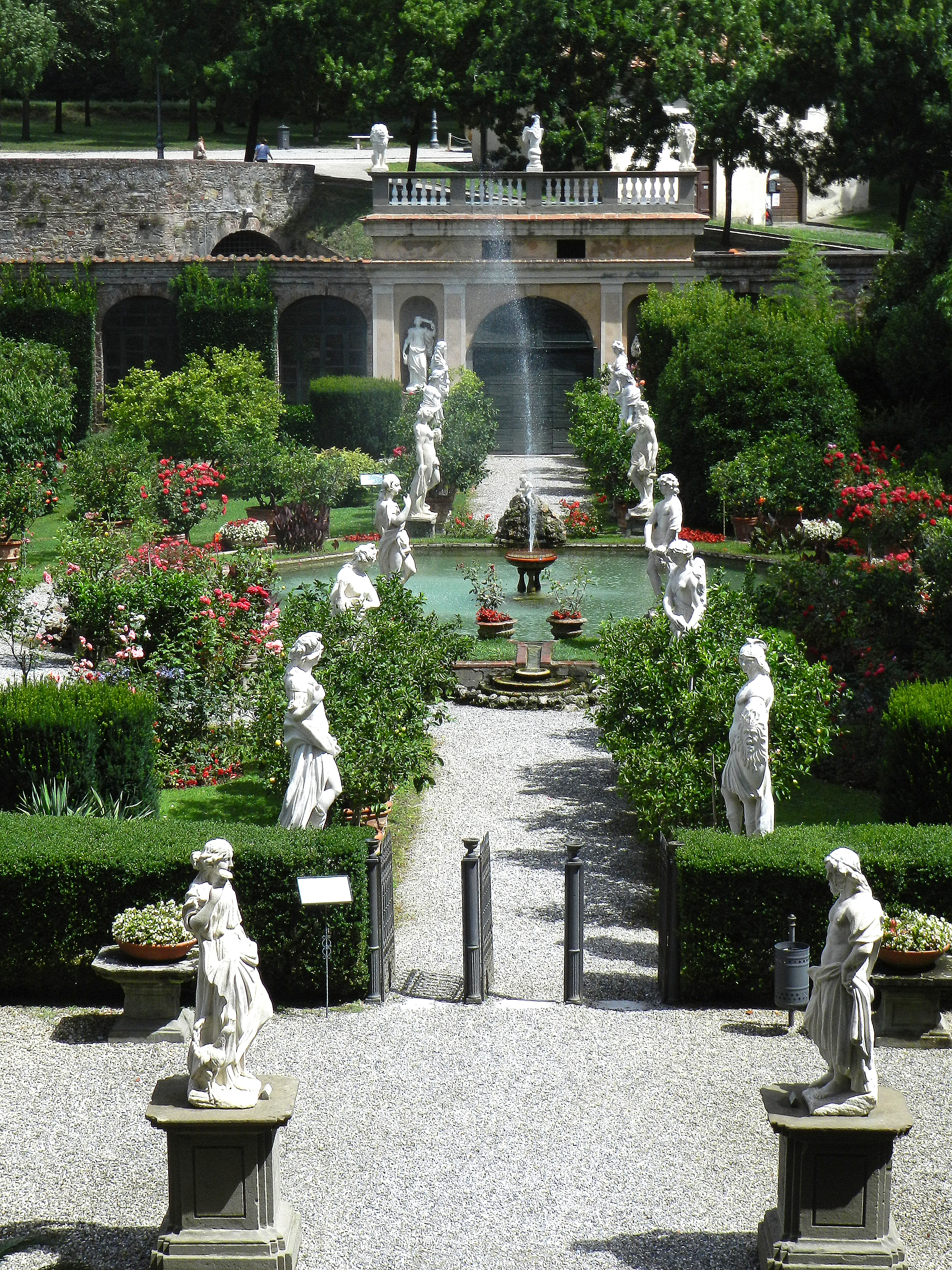
Vue générale des jardins

Intérieur :

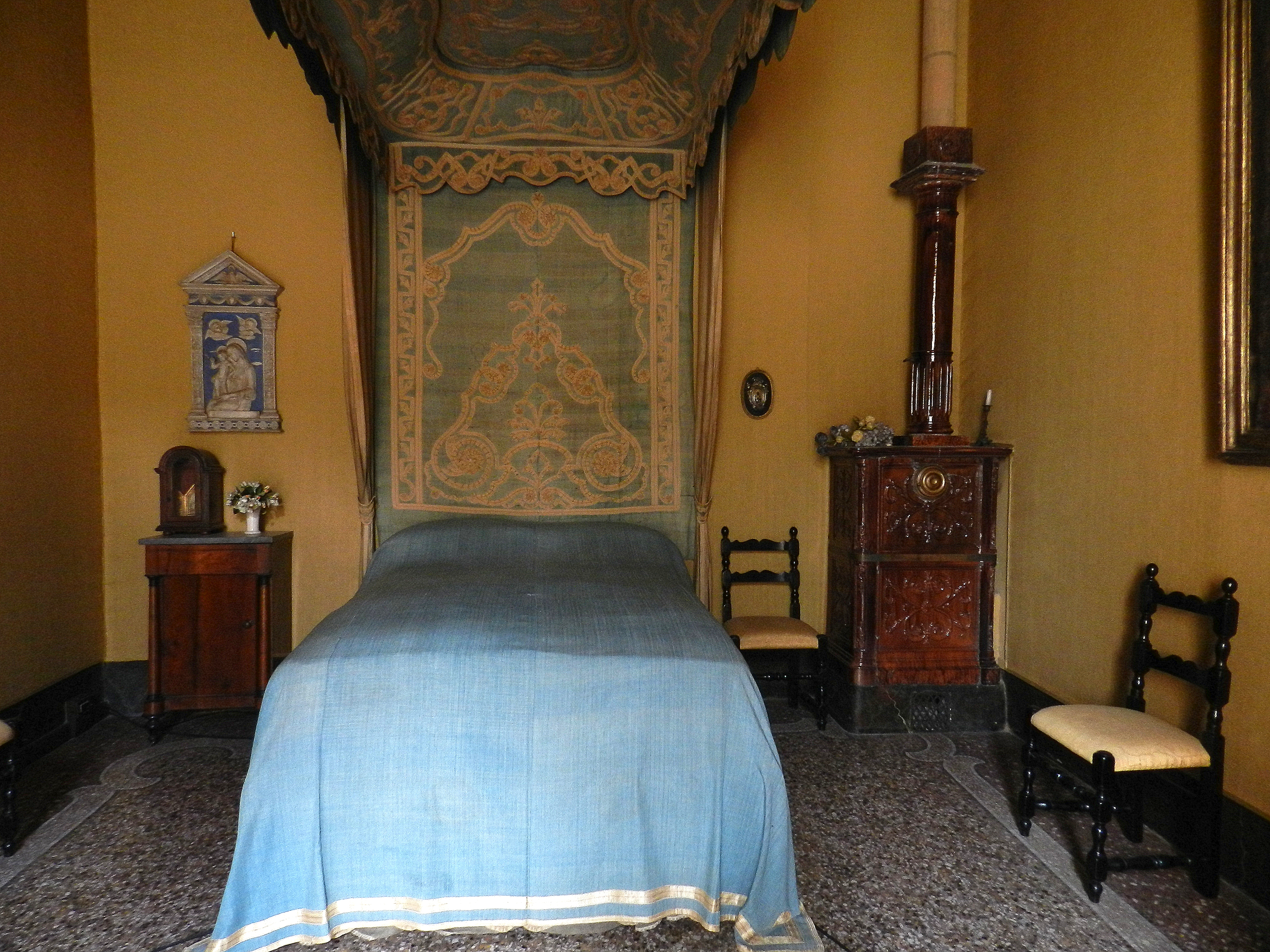
Chambre
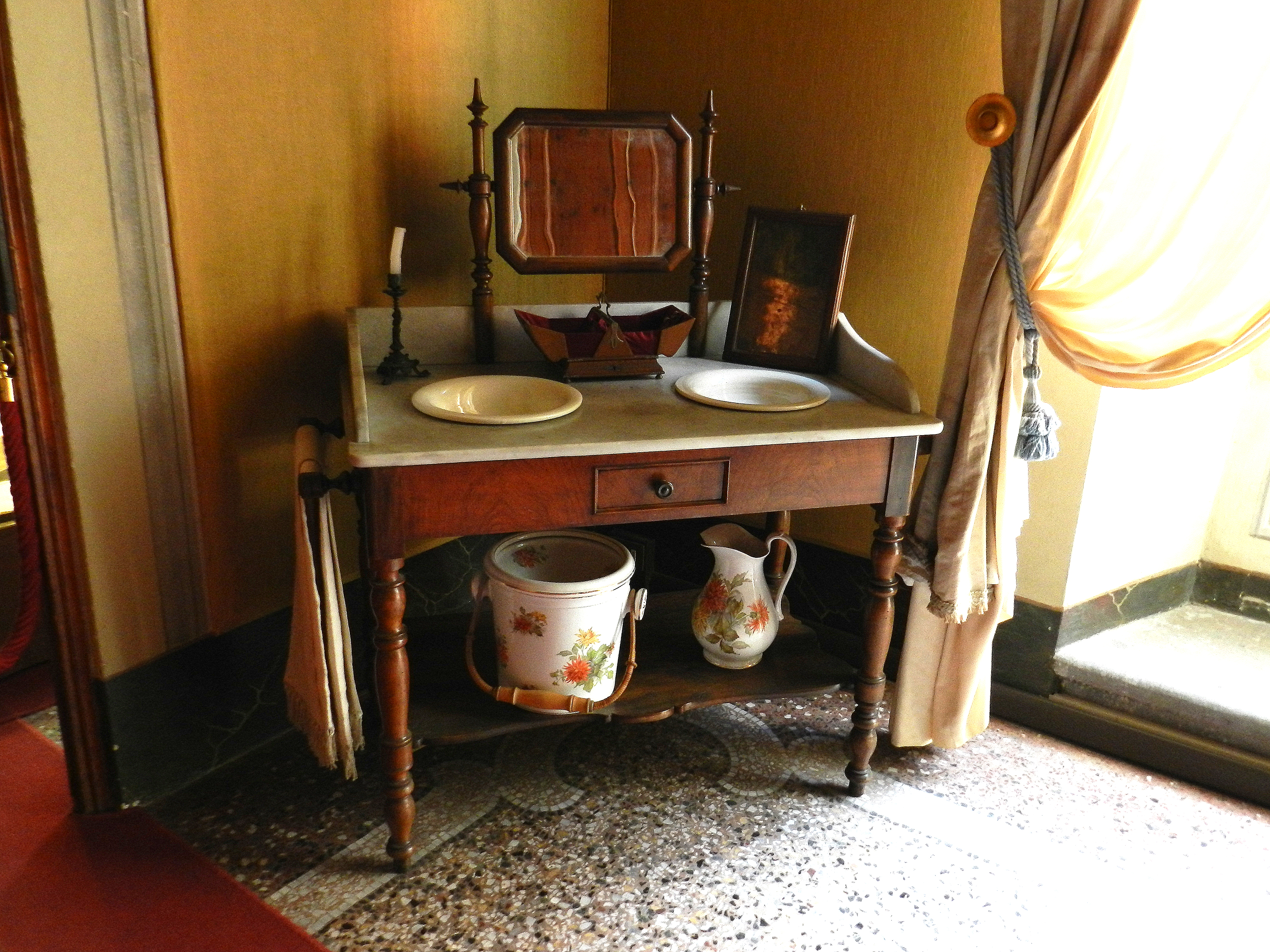
Meuble de toilette
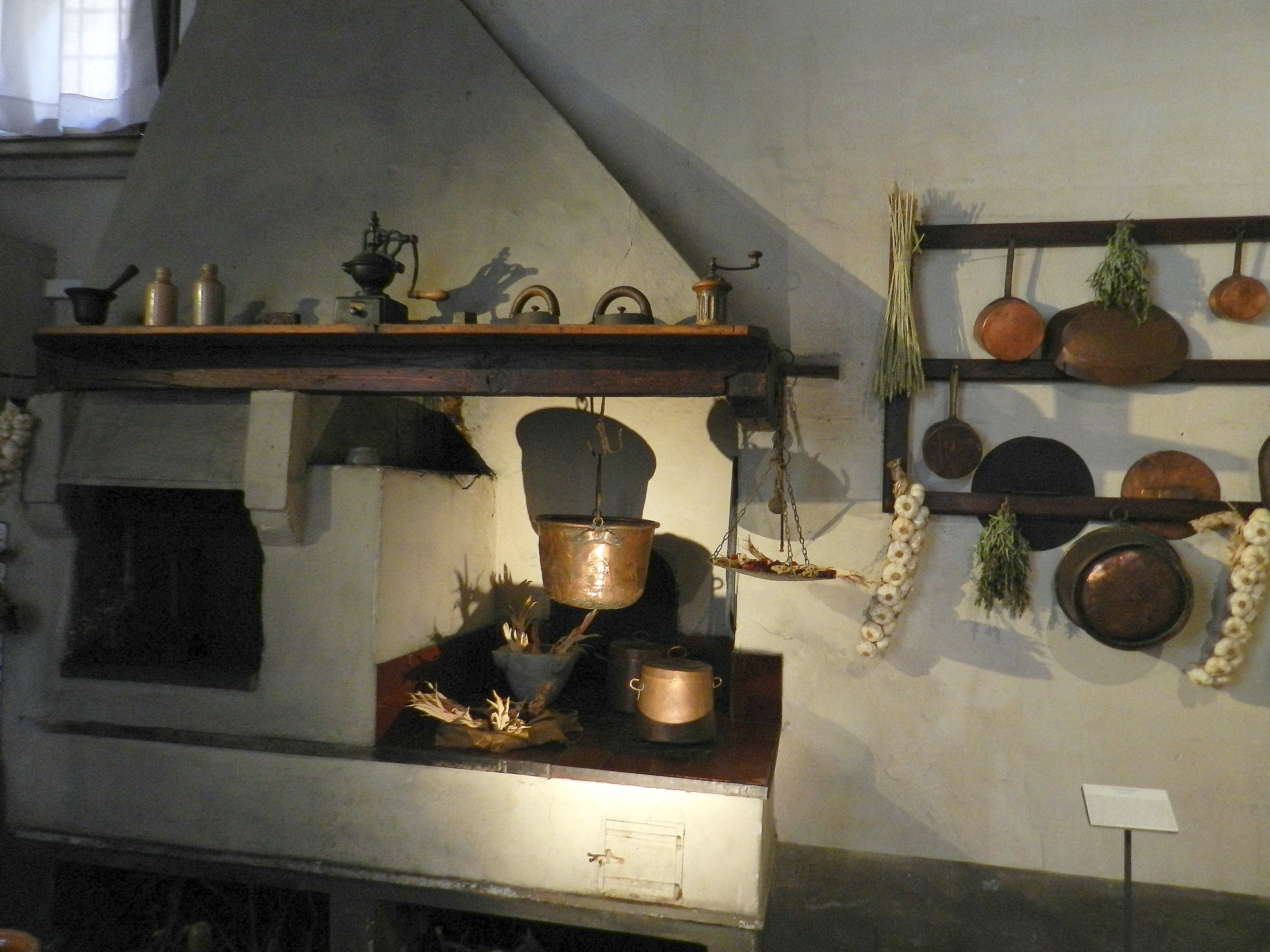
Cuisine